# Черноопашато прерийно кученце
Черноопашатото прерийно кученце (Cynomys ludovicianus) е вид бозайник от семейство Катерицови (Sciuridae).

## Разпространение и местообитание
Разпространен е в Канада, Мексико и САЩ.